# Epicrates crassus
Epicrates crassus là một loài rắn trong họ Boidae. Loài này được Cope mô tả khoa học đầu tiên năm 1862.